# Ensayos de toxicidad aguda vía oral
Los ensayos de toxicidad aguda vía oral se definen como los estudios experimentales que permiten determinar los efectos adversos que pueden darse en un corto periodo de tiempo tras la administración de una única dosis de una sustancia, o de varias dosis administradas en 24 horas.
Estos estudios aportan información de utilidad sobre la toxicidad de una sobredosis que pueda darse en el hombre, las dosis adecuadas para realizar los ensayos con dosis repetidas en animales y la toxicidad de una sustancia (Dosis letal 50: DL50).
Los ensayos se llevan a cabo según una normativa regulada  por la Comisión europea  y se deben seguir las siguientes especificaciones:
| Características        | Especificaciones |
| ---------------------- | --- |
| Especies               | Como mínimo dos especies de mamífero                                                                                              |
| Sexo                   | Inicialmente ambos |
| Número de animales     | El mínimo posible |
| Vía de administración  | En roedores dos vías, una de ellas prevista en el hombre. Al menos una sistémica, intravenosa, si es la que se prevé en el hombre |
| DL50                   | Dosis letal aproximada |
| Periodo de observación | 14 días ( como mínimo 7 días) |

Especificaciones a llevar a cabo en los estudios de toxicidad aguda por vía oral para medicamentos de uso humano. 

En estos ensayos, se determinará la DL50, es decir, la dosis a la que muere el 50% de los animales de experimentación, de manera aproximada. Es de utilidad para clasificar la sustancia según su peligrosidad y para determinar la selección de dosis de ensayo para los estudios de dosis repetidas. 
Existen cinco clases donde se pueden clasificar las diferentes sustancias en función de la dosis (mg/kg) que se administre y los resultados que se observen.
Hay dos tipos métodos de estudio:

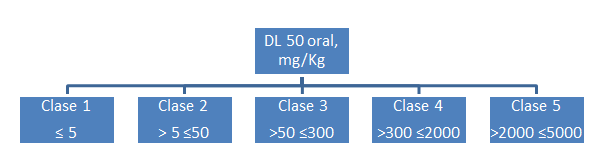
Clasificación de la DL50 vía oral

- Método clásico: donde existen varios grupos de animales y se les trata de forma simultánea con dosis distintas (a día de hoy derogado).[5]

- Sistemas secuenciales: donde por cada etapa hay un grupo y la dosis se determina en base a los resultados obtenidos  del grupo anterior. Dentro de estos, existe el método de la dosis fija (OCDE 420; OCDE: Organización para la Cooperación y el Desarrollo Económicos), método de la clase tóxica aguda (OCDE 423) y el método de arriba y abajo (OCDE 425).[5]

## 1. Método de la dosis fija: OCDE 420

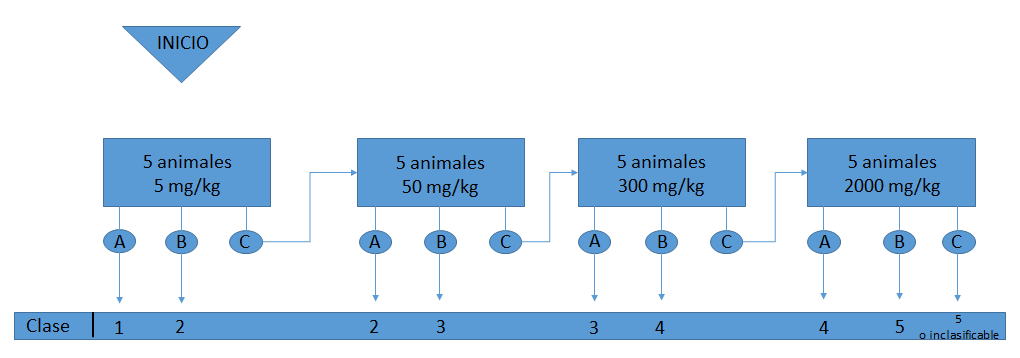
Procedimiento de la dosis fija (OCDE 420)
A ≥ 2 muertes, B ≤1 muerte, C: sin signos de toxicidad

El experimento comienza administrando la dosis letal más tóxica (5 mg/kg)  a un grupo de 5 animales. Nos podemos encontrar ante tres situaciones; en caso de que mueran dos o más animales, la sustancia se clasifica en la clase 1. Si muere un animal o ninguno pero presenta efectos tóxicos, se introduce en la clase 2. Por último, si no muere ninguno ni observamos signos de toxicidad, no se clasifica, sino que se repite el experimento con otros cinco animales y con la dosis siguiente (50mg/kg). En caso de que mueran dos o más animales con esta dosis, se clasifica la sustancia en la clase 2. Si muere uno o ninguno pero presentan signos de toxicidad, la sustancia pertenece a la clase tóxica 3. Si no se observa ningún signo de toxicidad se continuará el experimento con la dosis de 300 mg/kg  y así sucesivamente con las siguientes dosis.

## 2. Método de la clase tóxica aguda: OCDE 423

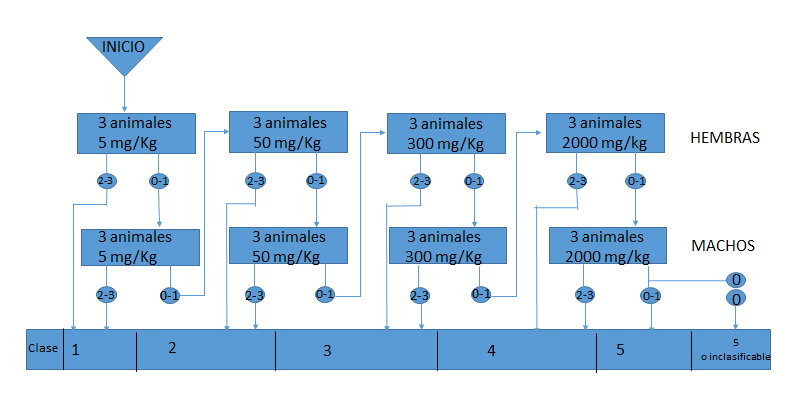
Procedimiento de la clase tóxica aguda (OCDE 423)

En este ensayo, a diferencia del anterior, en cada etapa se usan dos grupos, uno de machos y uno de hembras, con 3 animales en cada uno.
Se comienza administrando la dosis letal más tóxica (5mg/kg) en hembras. Si se observa que mueren dos o tres, la sustancia se clasifica en la clase 1. En caso de que muera uno o ninguno, el experimento se realiza en machos con la misma dosis. Si mueren dos o tres, la sustancia se introduce dentro de la clase 1, si muere uno o ninguno, se repite el experimento con otras tres hembras y la dosis siguiente (50 mg/kg). De esta forma, se clasificará la sustancia según los resultados observados con las diferentes dosis.

## 3. Método de arriba y abajo “up and down”: OCDE 425
En este ensayo, se dan diferentes dosis a cada grupo de cinco animales y observando los resultados, se aumenta o disminuye la dosis en función de los animales que mueran en 24 horas (dosis límite 2000 mg/kg). Se denomina “arriba y abajo”, ya que si mueren los animales, se disminuye la dosis y si no se produce ninguna muerte, se aumenta la dosis y se ve qué ocurre.
La DL50 será menor de 2000 mg/kg si se producen tres muertes o más y por el contrario, será mayor de 2000 mg/kg si hay tres o más supervivientes.
De esta manera, por métodos estadísticos, se clasificará la sustancia en estudio.